# 圣巴泰勒米 (上索恩省)
圣巴泰勒米（法語：Saint-Barthélemy，法語發音：[sɛ̃ baʁtelemi] ⓘ）是法国上索恩省的一个市镇，属于吕尔区。

## 地理
圣巴泰勒米（47°44'57"N, 6°35'17"E）面积13.46 平方千米，位于法国勃艮第-弗朗什-孔泰大區上索恩省，该省份为法国东部内陆省份，北起顺时针与孚日省、贝尔福地区省、杜省、汝拉省、科多尔省和上马恩省接壤。
与圣巴泰勒米接壤的市镇（或旧市镇、城区）包括：弗雷斯、马尔布昂、梅利塞、蒙泰索、拉讷韦勒莱吕尔、龙尚。
圣巴泰勒米的时区为UTC+01:00、UTC+02:00（夏令时）。

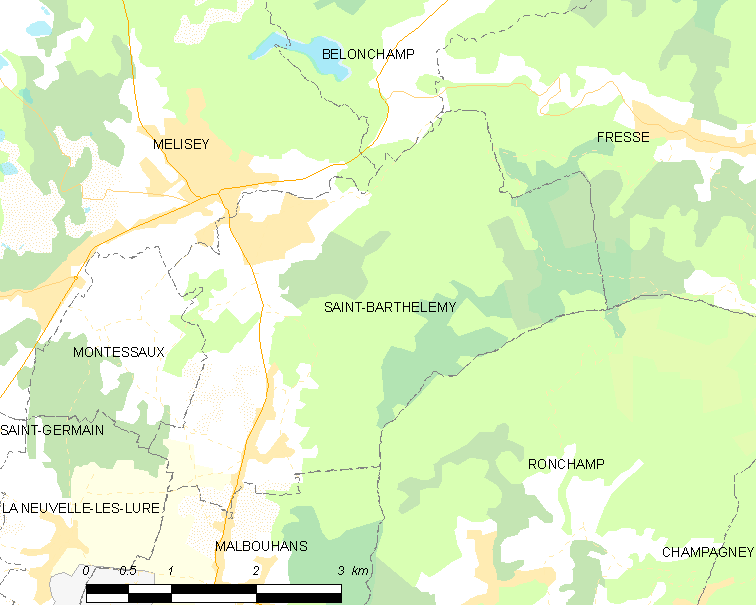
圣巴泰勒米的OSM定位图

## 行政
圣巴泰勒米的邮政编码为70270，INSEE市镇编码为70459。

## 政治
圣巴泰勒米所属的省级选区为梅利塞县。

## 人口

1962-2008年间圣巴泰勒米人口变化图示

圣巴泰勒米于2022年1月1日时的人口数量为1091人。